# Diócesis de Chełmno
La diócesis de Chełmno, de Kulm o de Culm (en latín: Dioecesis Culmensis, en polaco: Diecezja Chełmińska y en alemán: Bistum Kulm) fue una circunscripción eclesiástica de la Iglesia católica en Polonia. Fue suprimida el 25 de marzo de 1992 y remplazada por la diócesis de Pelplin. Se trataba de una diócesis latina, sufragánea de la arquidiócesis de Poznan.

## Territorio y organización

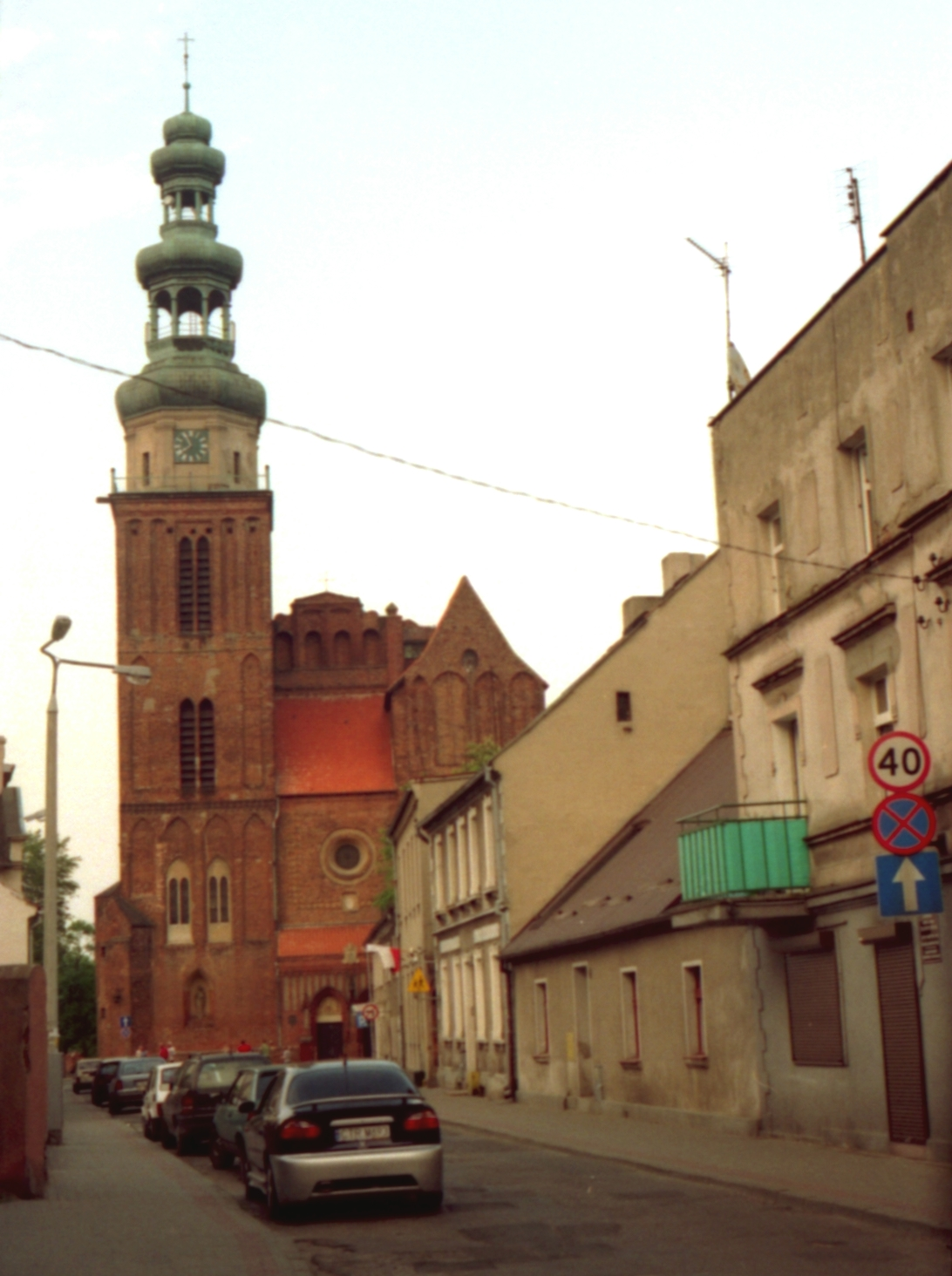
Antigua catedral de la Santísima Trinidad, Chełmża

La diócesis extendía su jurisdicción sobre los fieles católicos de rito latino residentes en la parte del voivodato de Pomerania.
La sede de la diócesis se encontraba en la ciudad de Pelplin, en donde se halla la Catedral basílica de la Asunción de la Virgen María (hoy catedral de la diócesis de Pelplin). La antigua Catedral basílica de la Santísima Trinidad en Chełmża es hoy concatedral de la diócesis de Toruń. La sede del capítulo catedralicio estuvo en Chełmża (en alemán Kulmsee o Culmsee), y desde 1824 en Pelplin, pero nunca en Chełmno (en alemán Kulm o Culm).
En 1990 en la diócesis existían 463 parroquias.

## Historia
Los orígenes de la diócesis de Chełmno son inciertos. Según la historiografía tradicional alemana fue erigida el 29 de julio de 1243 mediante la bula His quae per dilectos filios del papa Inocencio IV. Fue una de las cuatro diócesis fundadas por el legado papal Guillermo de Módena en el Estado monástico de los Caballeros Teutónicos, las otras tres fueron las diócesis de Varmia, Sambia y Pomesania.
Sin embargo, en su Historiae Poloniae el historiador polaco Jan Długosz (conocido como Johannes Longinus), secretario privado del cardenal Zbigniew Oleśnicki y arzobispo de Leópolis en 1480, remonta la fundación de la diócesis a 966 con el obispo Octaviano. El propio Dlugosz menciona a otro obispo, Martín, en 1070. Un tercer obispo de Chełmno, Ippolito romanus, se menciona en 1180 en las obras de Nakielski y Miechovita. Finalmente, según una tradición polaca anterior al siglo XIX, un monje cisterciense de nombre Cristian habría sido obispo de Chełmno desde 1222 con la tarea de evangelizar al pueblo pagano de los prusianos, por lo que recibió la tierra de Kulm como propiedad secular y los derechos episcopales sobre ella.
Ciertamente, las listas episcopales informadas por Eubel y Gams, historiadores alemanes, comienzan con Heidenryk, consagrado en 1245, después de la erección (o refundación) de la diócesis por Guillermo de Módena. La diócesis tenía el título de Kulm (Chełmno), aunque desde 1243 hasta 1824 la sede episcopal fue la ciudad de Chełmża (Culmsee). Si Chełmno fue una sede episcopal, ciertamente lo fue antes de 1243.
Originariamente sufragánea de la arquidiócesis de Gniezno, los caballeros teutónicos consiguieron en 1253 que entrara en la provincia eclesiástica de la arquidiócesis de Riga. Esta decisión, aunque confirmada por el papa Alejandro IV en 1255, fue el origen de fuertes disputas. Tras el Tratado de Toruń de 1466, que vio la devolución de la tierra de Chełmno a Polonia, la diócesis fue nuevamente sometida a la provincia eclesiástica de Gniezno.
En el período 1243-1466 la mayoría de los obispos eran originarios de la Orden Teutónica. Entre las principales figuras, estuvieron las de Heidenryk, el primer obispo, que en 1253 coronó a Mindaugas, que se convirtió al cristianismo, rey de Lituania; Jan Kropidło, con una vida eclesiástica muy tormentosa, que fue obispo de varias diócesis polacas; Arnold Stapel, quien celebró el primer sínodo diocesano conocido. Después de 1466 los obispos de Chełmno fueron miembros de derecho del senado polaco, del cual ocuparon el noveno lugar en el orden jerárquico, que pasó al duodécimo en 1569 cuando los obispos lituanos también ingresaron al senado polaco. Como senadores, los obispos de Chełmno pudieron así ocuparse de los asuntos políticos de la nación polaca; en particular algunos de ellos estaban a cargo de la cancillería de la corona, o como grandes cancilleres o como rectores. Entre estos estuvo en particular a Andrzej Olszowski (1661-1674); otros obispos destacados fueron: Jan Dantyszek (1530-1538), distinguido humanista y poeta en latín, gran opositor del luteranismo, estadista y diplomático al servicio de Segismundo I de Polonia; Stanislao Osio (Hosius), teólogo del Concilio de Trento, diplomático y cardenal; y Andrzej Leszczyński, quien fundó el seminario diocesano en 1651.
Después de la introducción del luteranismo en Prusia, la parte de la diócesis de Pomesania, que después de 1466 era parte del reino polaco, permaneció católica. El Sínodo de Piotrków de 1577 decidió confiar las parroquias que aún existían en esta parte de la diócesis a los obispos de Chełmno: en 1597 había 70 parroquias divididas en 5 decanatos. Este territorio fue anexado definitivamente a la diócesis de Chełmno el 16 de abril de 1601 por el papa Clemente VIII mediante la bula Cum ecclesiae Culmensi, mientras que la parte prusiana continuó bajo administración perpetua de los obispos de Chełmno hasta hasta 1763, cuando el obispo Andrzej Ignacy Baier tuvo que renunciar a la administración tras las protestas del gobierno prusiano.
Con la supresión definitiva del estado polaco (tercera partición de Polonia en 1794), la diócesis se convirtió en parte del Reino de Prusia. El 16 de julio de 1821, mediante la bula De salute animarum, el papa Pío VII reorganizó las circunscripciones eclesiásticas católicas prusianas. La diócesis de Chełmno se expandió considerablemente con territorios tomados de la arquidiócesis de Gniezno en la orilla izquierda del río Vístula para incluir también las regiones orientales de Pomerania y la ciudad portuaria de Gdansk. En 1824 el obispado se trasladó de Chełmża a Pelplin, según lo establecido por la bula De salute animarum; sin embargo, la diócesis continuó siendo llamada con el antiguo nombre medieval.
Durante el siglo XIX cuatro obispos alemanes de 1833 a 1926 se sucedieron en la cátedra episcopal de Chełmno; seguido por el obispo Okoniewski, que huyó al exilio durante la Segunda Guerra Mundial y murió en 1944. Durante su ausencia la diócesis estuvo gobernada por el obispo alemán de Gdansk, Karol Maria Splett.
Después de la Primera Guerra Mundial la diócesis pasó a formar parte de la nación polaca restaurada con la excepción de algunas partes del territorio que permanecieron en suelo alemán; además, Gdansk (Dánzig) obtuvo el estatus de ciudad libre. Entre 1923 y 1930 Chełmno perdió estos territorios: el decanato de Lauenburg se convirtió en administración apostólica el 1 de mayo de 1923, anexado a la prelatura territorial de Schneidemühl en 1930; el decanato de Dánzig el 21 de abril de 1922 pasó a ser parte de la administración apostólica de Dánzig mediante el decreto Sanctissimus Dominus de la Congregación para los Asuntos Eclesiásticos Estraordinarios, y diócesis en 1925 (hoy arquidiócesis de Gdansk); finalmente los territorios restantes en Prusia Oriental fueron anexados a la diócesis de Varmia el 13 de agosto de 1930.
El 2 de noviembre de 1948 Chełmno se convirtió en sufragánea de la arquidiócesis de Poznań.
Mediante la bula Totus tuus Poloniae populus de 25 de marzo de 1992, el papa Juan Pablo II reorganizó completamente las circunscripciones eclesiásticas polacas, tras la caída del régimen comunista. La diócesis de Chełmno cambió su nombre a diócesis de Pelplin y pasó a formar parte de la nueva provincia eclesiástica de la arquidiócesis de Gdansk. Desde el punto de vista territorial, la diócesis experimentó cambios significativos, por lo que la nueva diócesis está ubicada completamente en la margen izquierda del Vístula, y ya no corresponde al territorio de la antigua diócesis medieval de Chełmno, que en cambio estaba ubicada completamente en la margen derecha del río Vístula.

## Estadísticas
Según el Anuario Pontificio 1991 la diócesis tenía a fines de 1990 un total de 1 612 307 fieles bautizados.
| Año                                                                             | Población            | Población | Población      | Sacerdotes | Sacerdotes    | Sacerdotes    | Bautizados por sacerdote | Diáconos permanentes | Religiosos | Religiosos | Parroquias |
| Año                                                                             | Bautizados católicos | Total     | % de católicos | Total      | Clero secular | Clero regular | Bautizados por sacerdote | Diáconos permanentes | Varones    | Mujeres    | Parroquias |
| ------------------------------------------------------------------------------- | -------------------- | --------- | -------------- | ---------- | ------------- | ------------- | ------------------------ | -------------------- | ---------- | ---------- | ---------- |
| 1950                                                                            | 986 387              | 1 017 923 | 96.9           | 597        | 468           | 129           | 1652                     |                      | 92         | 843        | 346        |
| 1959                                                                            | 1 022 391            | 1 032 365 | 99.0           | 740        | 620           | 120           | 1381                     |                      | 120        | 983        | 357        |
| 1970                                                                            | 1 190 723            | 1 212 688 | 98.2           | 881        | 730           | 151           | 1351                     |                      | 178        | 964        | 355        |
| 1980                                                                            | 1 392 721            | 1 447 614 | 96.2           | 878        | 751           | 127           | 1586                     |                      | 145        | 824        | 391        |
| 1990                                                                            | 1 612 307            | 1 697 528 | 95.0           | 955        | 809           | 146           | 1688                     |                      | 160        | 812        | 463        |
| Fuente: Catholic-Hierarchy, que a su vez toma los datos del Anuario Pontificio. |                      |           |                |            |               |               |                          |                      |            |            |            |

## Episcopologio

### Obispos de Chełmno o Kulm
- Heidenryk, O.P. † (1245-29 de junio de 1262 falleció)
- Friedrich von Hausen, O.T. † (1264-circa 1274 falleció)
- Werner von Kulm, O.T. † (21 de marzo de 1275-1291 o 1292 falleció)
- Heinrich Schenk, O.T. † (3 de octubre de 1292-circa 1301 falleció)
- Hermann von Kulm, O.T. † (10 de mayo de 1303-1312 falleció)
  - Sede vacante (1312-1319)
  - Eberhard von Kulm, O.T. † (circa 1312-1316 falleció) (obispo electo)[nota 1]
- Nikolaus Afri, O.P. † (18 de octubre de 1319-26 de septiembre de 1323 falleció)
- Otto von Kulm, O.T. † (23 de diciembre de 1323-15 de febrero de 1348 falleció)
- Jakob von Kulm, O.T. † (22 de agosto de 1349-19 de septiembre de 1359 falleció)
- Johann Schadland, O.P. † (16 de diciembre de 1359-22 de marzo de 1363 nombrado obispo de Hildesheim)
- Wikbold Dobilstein, O.T. † (24 de marzo de 1363-1385 renunció)
- Reinhard von Sayn † (1385-24 de agosto de 1390 falleció)
- Martin von Lynow, O.T. † (1390-1390)
- Nikolaus von Schieffenburg, O.T. † (20 de diciembre de 1390-1 de julio de 1398 nombrado obispo de Kamień)
- Jan Kropidło (Johann von Oppeln) † (26 de abril de 1398-27 de enero de 1402 nombrado obispo de Włocławek)
- Arnold Stapel, O.T. † (26 de julio de 1402-31 de mayo de 1416 falleció)
- Johann Marienau † (9 de mayo de 1418-7 de marzo de 1457 falleció)
  - Bartholomaeus Rogseri † (19 de marzo de 1460-después del 23 de octubre de 1461 renunció) (obispo electo)
  - Sede vacante (1457-1467)
- Wincenty Kiełbasa † (1 de abril de 1467-8 de noviembre de 1479 falleció)
- Stefan z Niborka † (19 de enero de 1481-después del 20 de mayo de 1495 falleció)
- Mikołaj Chrapicki † (circa 1495-1508 renunció)
- Jan Konopacki † (23 de febrero de 1509-23 de abril de 1530 falleció)
- Jan Dantyszek † (3 de agosto de 1530-11 de enero de 1538 nombrado obispo de Varmia)
- Tiedemann Giese † (11 de enero de 1538-20 de mayo de 1549 nombrado obispo de Varmia)
- Stanisław Hozjusz † (12 de julio de 1549-11 de mayo de 1551 nombrado obispo de Varmia)
- Jan Lubodzieski † (18 de noviembre de 1551-24 de marzo de 1562 falleció)
- Stanisław Żelisławski, O.Cist. † (9 de octubre de 1562-13 de abril de 1571 falleció)
  - Sede vacante (1571-1574)
- Piotr Kostka † (4 de junio de 1574-25 de enero de 1595 falleció)
- Piotr Tylicki † (17 de julio de 1595-9 de octubre de 1600 nombrado obispo de Varmia)
- Wawrzyniec Gembicki † (10 de noviembre de 1600-16 de abril de 1601 agregó el cargo de administrador perpetuo de Pomesania)

### Obispos de Chełmno y administradores perpetuos de Pomesania
- Wawrzyniec Gembicki † (16 de abril de 1601-19 de abril de 1610 nombrado obispo de Włocławek)
- Maciej Konopacki † (17 de agosto de 1611-1613 falleció)
- Jan Kuczborski † (28 de abril de 1614-1624 falleció)
- Jakub Zadzik † (2 de diciembre de 1624-17 de septiembre de 1635 nombrado obispo de Cracovia)
- Jan Lipski † (1 de octubre de 1635-20 de diciembre de 1638 nombrado arzobispo de Gniezno)
- Kasper Działyński † (27 de enero de 1639-1646 falleció)
- Andrzej Leszczyński † (3 de diciembre de 1646-8 de enero de 1653 nombrado arzobispo de Gniezno)
- Jan Gembicki † (21 de abril de 1653-11 de octubre de 1655 nombrado obispo de Płock)
- Jan Leszczyński † (10 de enero de 1656-? falleció)
- Adam Koss † (19 de noviembre de 1657-11 de febrero de 1661 falleció)
- Andrzej Olszowski † (8 de agosto de 1661-26 de noviembre de 1674 nombrado arzobispo de Gniezno)
- Jan (Kazimierz) Małachowski † (22 de junio de 1676-12 de mayo de 1681 nombrado obispo de Cracovia)
- Jan Kazimierz Opaliński, O.Cist. † (17 de noviembre de 1681-22 de julio de 1693 falleció)
- Kazimierz Szczuka † (5 de octubre de 1693-30 de junio de 1694 falleció)
  - Sede vacante (1694-1699)
- Teodor Andrzej Potocki † (11 de abril de 1699-1 de junio de 1712 nombrado obispo de Varmia)
  - Sede vacante (1712-1718)
- Jan Kazimierz de Alten Bokum † (27 de junio de 1718-30 de junio de 1721 falleció)
- Feliks Ignacy Kretowski † (30 de agosto de 1723-6 de diciembre de 1730 falleció)
- Tomasz Franciszek Czapski, O.Cist. † (6 de diciembre de 1730 por sucesión-23 de abril de 1733 falleció)
  - Sede vacante (1733-1736)
- Adam Stanisław Grabowski † (26 de septiembre de 1736-15 de julio de 1739 nombrado obispo de Włocławek)
- Andrzej Stanisław Załuski † (20 de julio de 1739-2 de mayo de 1746 nombrado obispo de Cracovia)
- Wojciech Stanisław Leski, O.Cist. † (10 de abril de 1747-19 de septiembre de 1758 falleció)
- Andrzej Ignacy Baier † (12 de febrero de 1759-1763 renunció a la administración perpetua de Pomesania)

### Obispos de Chełmno
- Andrzej Ignacy Baier † (1763-31 de enero de 1785 falleció)
- Johann Karl von Hohenzollern-Hechingen † (31 de enero de 1785 por sucesión-18 de diciembre de 1795 nombrado obispo de Varmia)
- Franciszek Ksawery Rydzyński † (18 de diciembre de 1795-17 de octubre de 1814 falleció)
  - Sede vacante (1814-1823)
- Ignacy Stanisław Matthy † (17 de noviembre de 1823-20 de mayo de 1832 falleció)
- Anastasius Sedlag † (20 de enero de 1834-23 de septiembre de 1856 falleció)
- Johannes Nepomuk von der Marwitz † (3 de agosto de 1857-29 de marzo de 1886 falleció)
- Leon Redner † (16 de noviembre de 1886-1 de abril de 1898 falleció)
- Augustinus Rosentreter † (27 de febrero de 1899-4 de octubre de 1926 falleció)
- Stanisław Wojciech Okoniewski † (4 de octubre de 1926 por sucesión-1 de mayo de 1944 falleció)
  - Karol Maria Splett † (5 de diciembre de 1940-1945 renunció) (administrador apostólico)
- Kazimierz Józef Kowalski † (4 de marzo de 1946-6 de mayo de 1972 falleció)
- Bernard Czapliński † (16 de marzo de 1973-30 de diciembre de 1980 falleció)
- Marian Przykucki † (15 de junio de 1981-25 de marzo de 1992 nombrado arzobispo de Szczecin-Kamień)